# PULS rakéta-sorozatvető
A PULS (Precise & Universal Launching System, magyarul: Precíz és Univerzális Indító Rendszer) egy izraeli gyártású rakéta-sorozatvető, amelyet az Elbit Systems (korábban: Israeli Military Industries) fejleszt és gyárt. A PULS földi célpontok ellen irányított és nem irányított rakéták és robotrepülőgépek széles választékát képes indítani akár 300 km-es távolságra is. A HIMARS illetve M270 MLRS után a legelterjedtebb precíziós tüzérségi rakétarendszer lesz a NATO-ban az eddigi megrendelések alapján.
Németországban licenc gyártott változata EURO-PULS néven ismert.

## Kialakítása és jellemzői
A 2018-as modernizáció előtt LYNX MRL néven is ismert PULS rakétarendszer többféle irányított és nem irányított rakétatípus, drón és robotrepülőgép kilövésére is képes. A PULS rendszert 6×6 illetve 8×8-as teherautó-alvázra telepítik általában. A nehezebb rakéták hordozásához és indításához (pl. EXTRA vagy Predator Hawk esetében) nehezebb 8×8-as teherautó szükséges. Egy jármű egyidejűleg két, akár eltérő típusú rakétákat tartalmazó indítókonténert hordozhat.
A PULS rendszer reakció ideje kevesebb mint 1 perc: ennyi idő szükséges a célkoordináták beérkezésétől az első rakéta kilövéséig. A 150 km maximális hatótávolságú EXTRA rakéta repülési ideje kevesebb mint 5 perc, a 300 km hatótávolságú Predator Hawk rakéta esetében pedig a repülési idő maximum 8 perc: ennyi idő szükséges a legtávolabbi célok eléréséhez. A PULS rendszer összes irányított rakétája zavarvédett műholdas navigációs rendszert (GNSS - pl. GPS, GLONASS, Galileo) illetve inerciális navigációs rendszert (INS) alkalmaz a pontos találat érdekében. Ez utóbbi kevésbé pontos módszernek akkor van jelentősége, ha nem érhetők el az adott területen a navigációs műholdak jelei - például az ellenség zavaró tevékenységének következtében. A rakéták csak statikus célok ellen alkalmazhatóak hatásosan a rávezetés módjából adódóan. A PULS irányított rakétái kétféle harci résszel érhetőek el: repesz-romboló és áthatoló. A repesz-romboló harci rész páncélozatlan vagy enyhén páncélozott célok illetve érő ellen hatásos, nagy területet szórva be repeszekkel. A töltet a föld felett robbanva még hatásosabb: jóval nagyobb területen fejti ki hatását. Az áthatóló harci rész elsősorban épületek, bunkerek ellen hatásos: képes áttörni egy bizonyos vastagságú vasbeton födémen vagy más akadályon és késleltetve ezt követően robban fel. A PULS-vetőkből indható bizonyos drónok és robotrepülőgépek harckocsik és páncélozott harcjárművek ellen hatásos kumulatív harci részt is hordozhatnak. Ezek általában fél-egy méter vastag homogén acélpáncélon is képesek áthatolni.

#### Típusváltozatok
A rendszer Light PULS néven ismert változat egy HMMWV vagy Gidrán méretű 4x4-es terepjáróra is ráépíthető. Ebben az esetben csak egyetlen rakétakonténer hordozhat 8 darab 122 mm-es Accular irányított rakétával. A rendszer előnye könnyű légiszállíthatósága, hátránya, hogy a PULS rakétaválasztékából csak a legkisebb 122 mm-es rakétákat képes bevetni.
A EURO-PULS elnevezésű változathoz további rakétatípusokat és robotrepülőgépeket integrálnak az európai piacot célozva. A projekt német KNDS (korábban KMW) és az ELBIT együttműködésének keretében valósul meg. A projekt részeként az amerikai HIMARS illetve MLRS rendszer rakétáit is integrálták volna az EURO-PULS indítókhoz, azonban ettől a rakétákat gyártó Lockheed Martin vállalat vezetése elzárkózott.
A PULS bármilyen megfelelő teherbírású teherautó-alvázra ráépíthető, így ezen téren számos változata ismert. Például dán haderő TATRA 815, izraeli hadsereg HEMTT, míg a spanyol hadsereg IVECO teherautókra telepíti a PULS rakétavetőket, létrehozva ezzel a sajátos "nemzeti" változatukat.

## Rakétatípusok
A PULS rendszer indítóiból az alábbi rakéták, robotrepülőgépek és drónok indíthatóak:
| Megnevezés      | Átmérő | Tömeg  | Max. hordozható mennyiség      | Irányítás          | Hatótávolság (min.-max.) | Pontosság | Harcirész                             |
| --------------- | ------ | ------ | ------------------------------ | ------------------ | ------------------------ | --------- | ------------------------------------- |
| GRAD            | 122 mm | 66 kg  | 18 db / konténer 36 db / jármű | nincs              | 12,7–40 km között        | n.a.      | 20 kg repesz-romboló                  |
| LAR160          | 160 mm | 110 kg | 13 db / konténer 26 db / jármű | nincs              | 12–45 km között          | n.a.      | 46 kg repesz-romboló                  |
| Accular 122     | 122 mm | n.a.   | 18 db / konténer 36 db / jármű | GNSS/INS           | legfeljebb 40 km         | <10 m CEP | 20 kg repesz-romboló vagy áthatoló    |
| Accular 160     | 160 mm | n.a.   | 10 db / konténer 20 db / jármű | GNSS/INS           | 14–40 km között          | <10 m CEP | 35 kg repesz-romboló vagy áthatoló    |
| EXTRA           | 306 mm | 570 kg | 4 db / konténer 8 db / jármű   | GNSS/INS           | 30–150 km között         | <10 m CEP | 120 kg repesz-romboló vagy áthatoló   |
| Predator Hawk   | 370 mm | 800 kg | 2 db / konténer 4 db / jármű   | GNSS/INS           | 50–300 km között         | <10 m CEP | 140 kg repesz-romboló vagy áthatoló   |
| Delilah-GL      | 330 mm | 187 kg | 2 db / konténer 4 db / jármű   | CCD/IR és GNSS/INS | max. 250 km              | 1 m CEP   | 30 kg repesz-romboló                  |
| SkyStriker drón | n.a.   | 35 kg  | 6 db / konténer 12 db / jármű  | CCD/IR és GNSS/INS | max. 100 km              | 1 m CEP   | 5–10 kg repesz-romboló vagy kumulatív |

A PULS rendszerhez elérhető 7–15 km hatótávolságú gyakorló rakéta is. A PULS-ból indítható SkyStriker "öngyilkos" drón legfeljebb mint egy 2 órát tud a levegőben tölteni célok után kutatva.
A EXTRA rakétának létezik egy repülőgépről indítható változata Rampage néven.
A RAFAEL vállalat kifejlesztett 122, 160 illetve 227 milliméteres rakétákhoz egy elektrooptikai irányítófejet EPIK néven, amely az előzőleg felderített célpont képét veti össze az orrban található infravörös kamera képével és ez alapján vezeti rá magát a célra. Ennek előnye, hogy GPS navigáció erőteljes zavarása esetén is működik, hátránya, hogy erősen időjárás függő: például ködös időjárás ellehetetleníti a célra vezetést. Az EPIK képes félaktív lézeres rávezetést (SAL) is alkalmazni, vagyis ha szárazföldről, repülőgépről lézerrel megjelölik a célt akkor a rakéta a visszaverődő jelre vezeti rá magát. Ez mozgó célpontok: például harcjárművek, hadihajók támadását is lehetővé teszi. A 2018-as állapot szerint az EPIK rendszer egyelőre prototípus szinten (TRL7) létezik csupán.

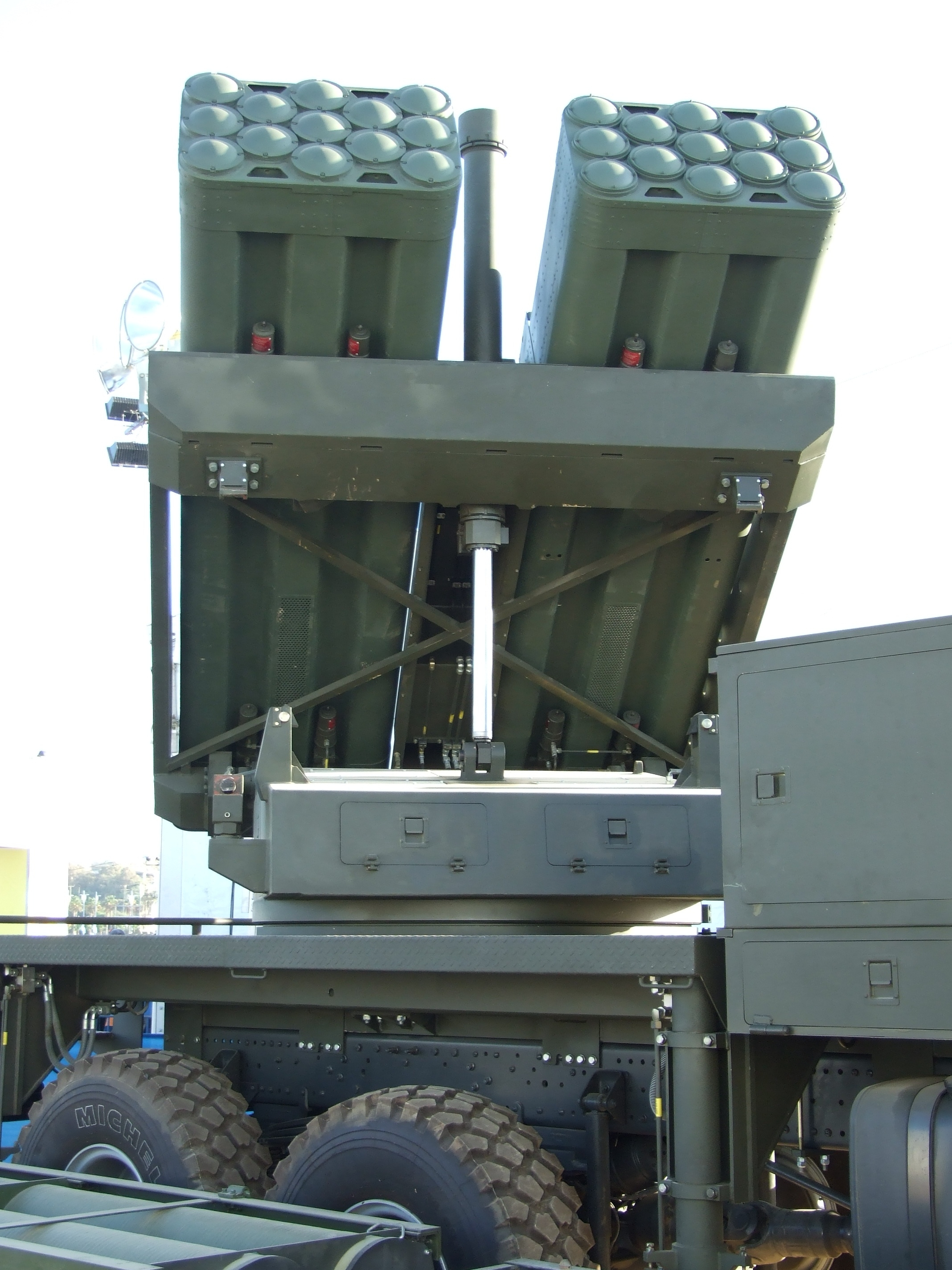
A PULS egy járműve két indítókonténert hordozhat
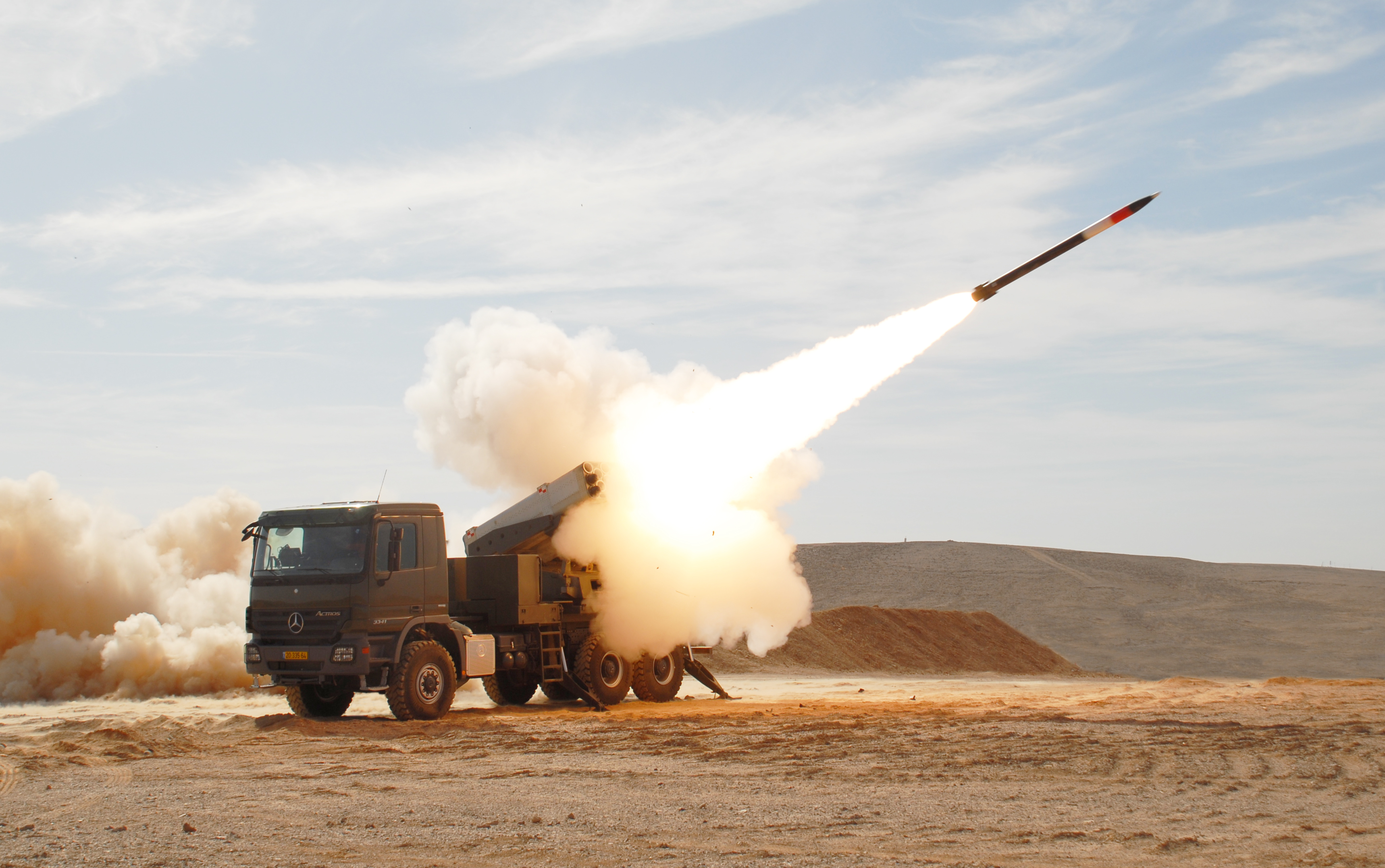
160 mm-es ACCULAR rakéta indítása
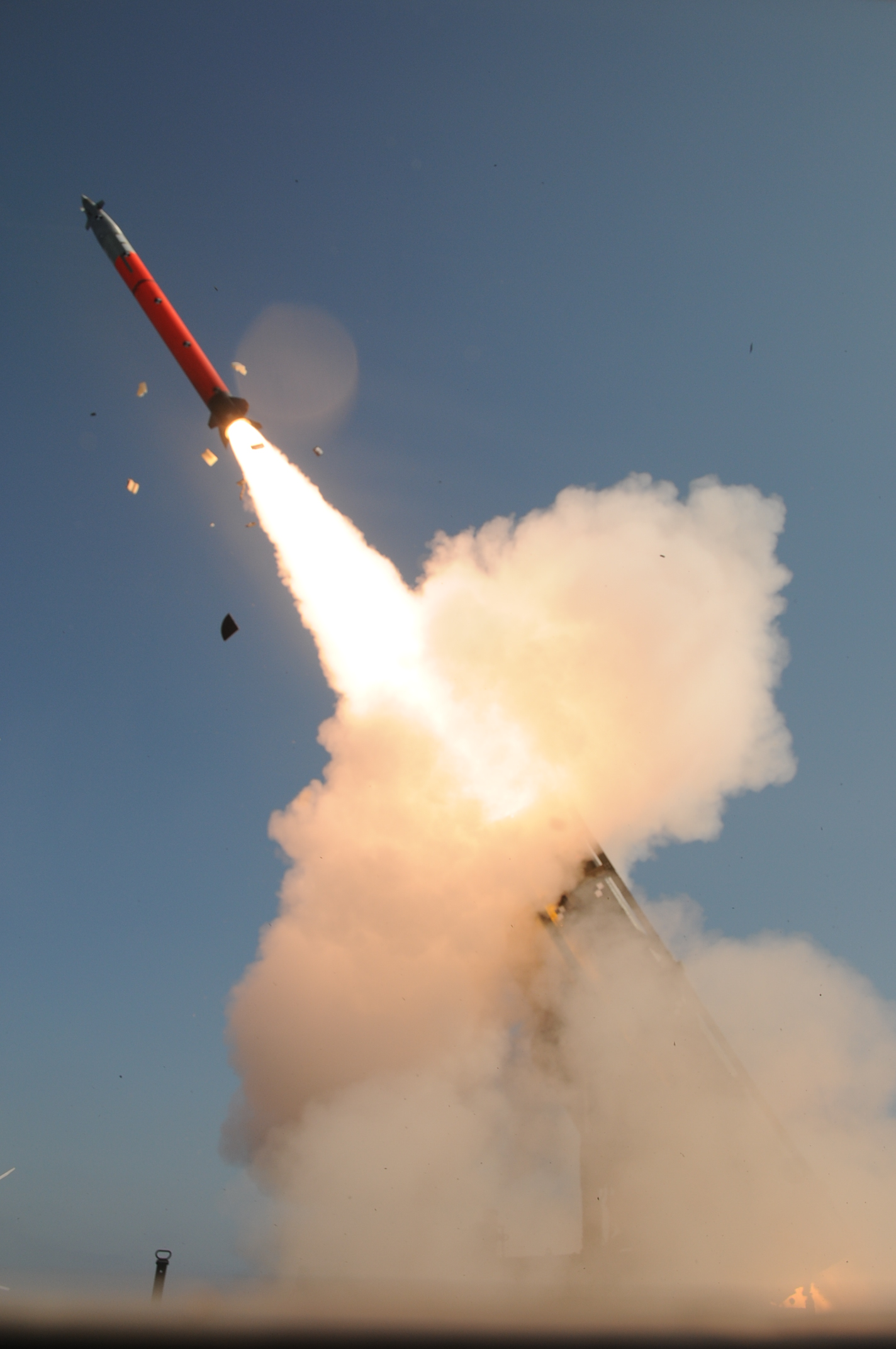
Az EXTRA rakéta indítása
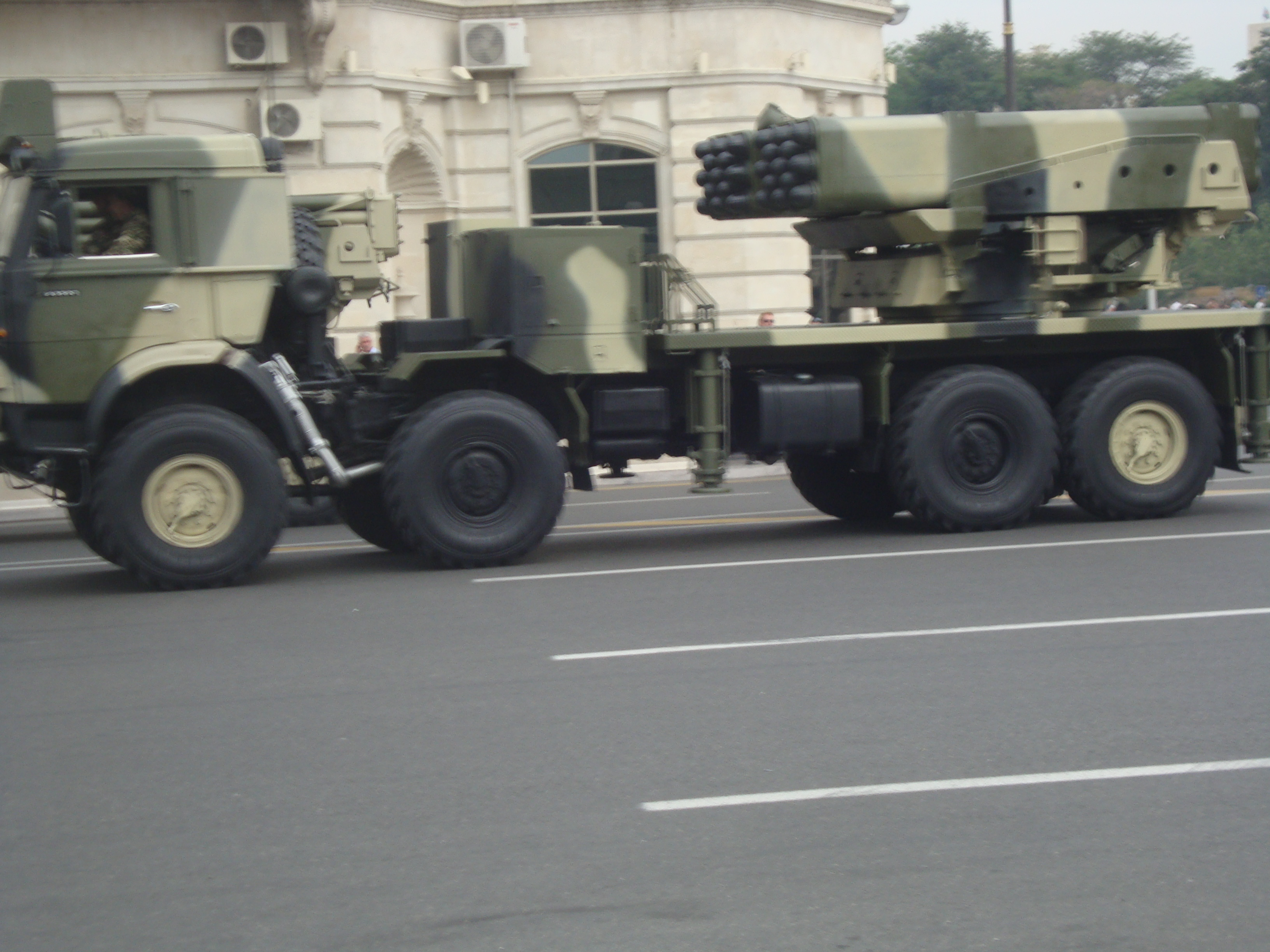
LAR-160 rakétákkal felszerelt sorozatvető
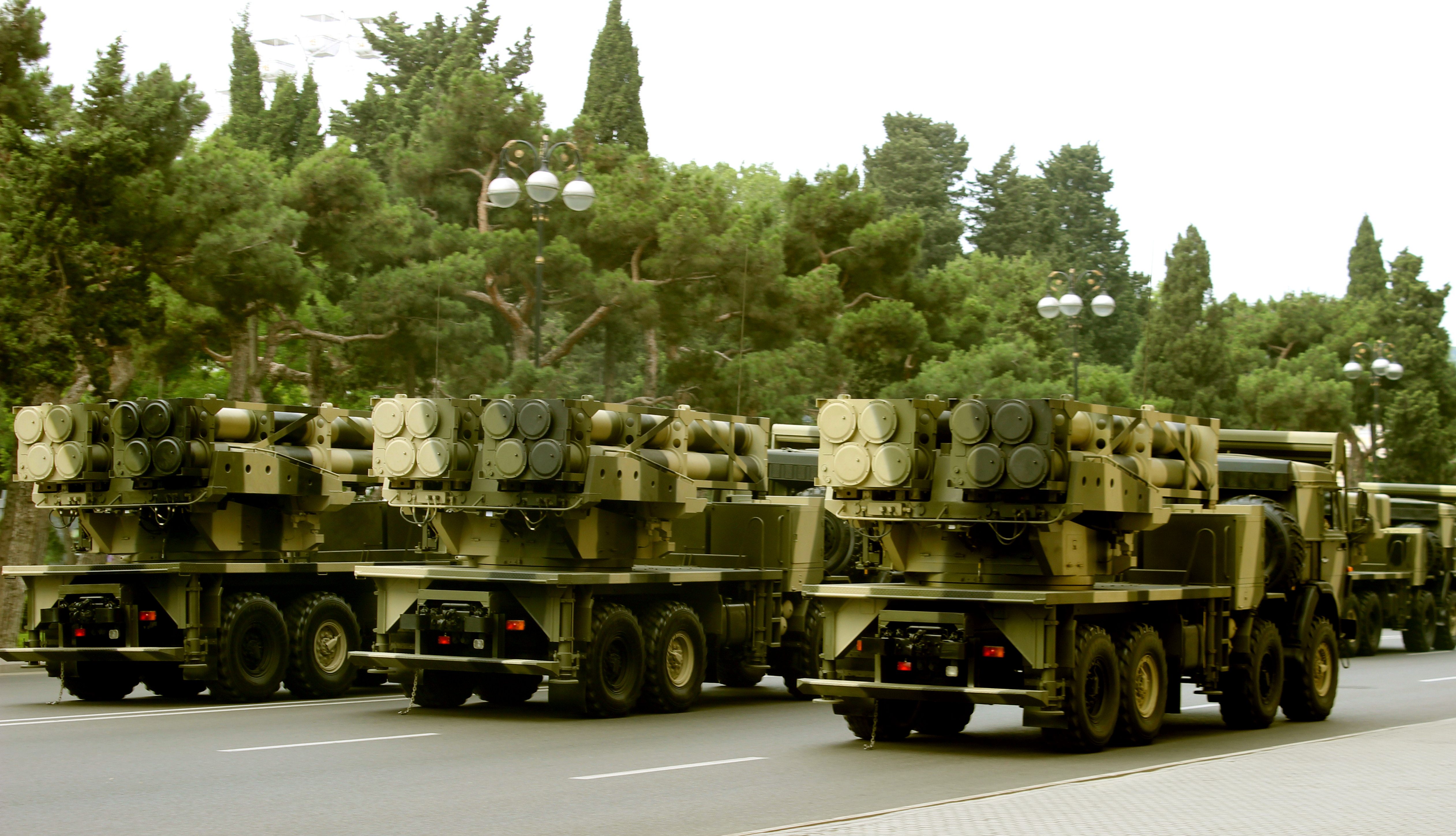
Extra rakétákkal felszerelt indítók Bakuban (2013)
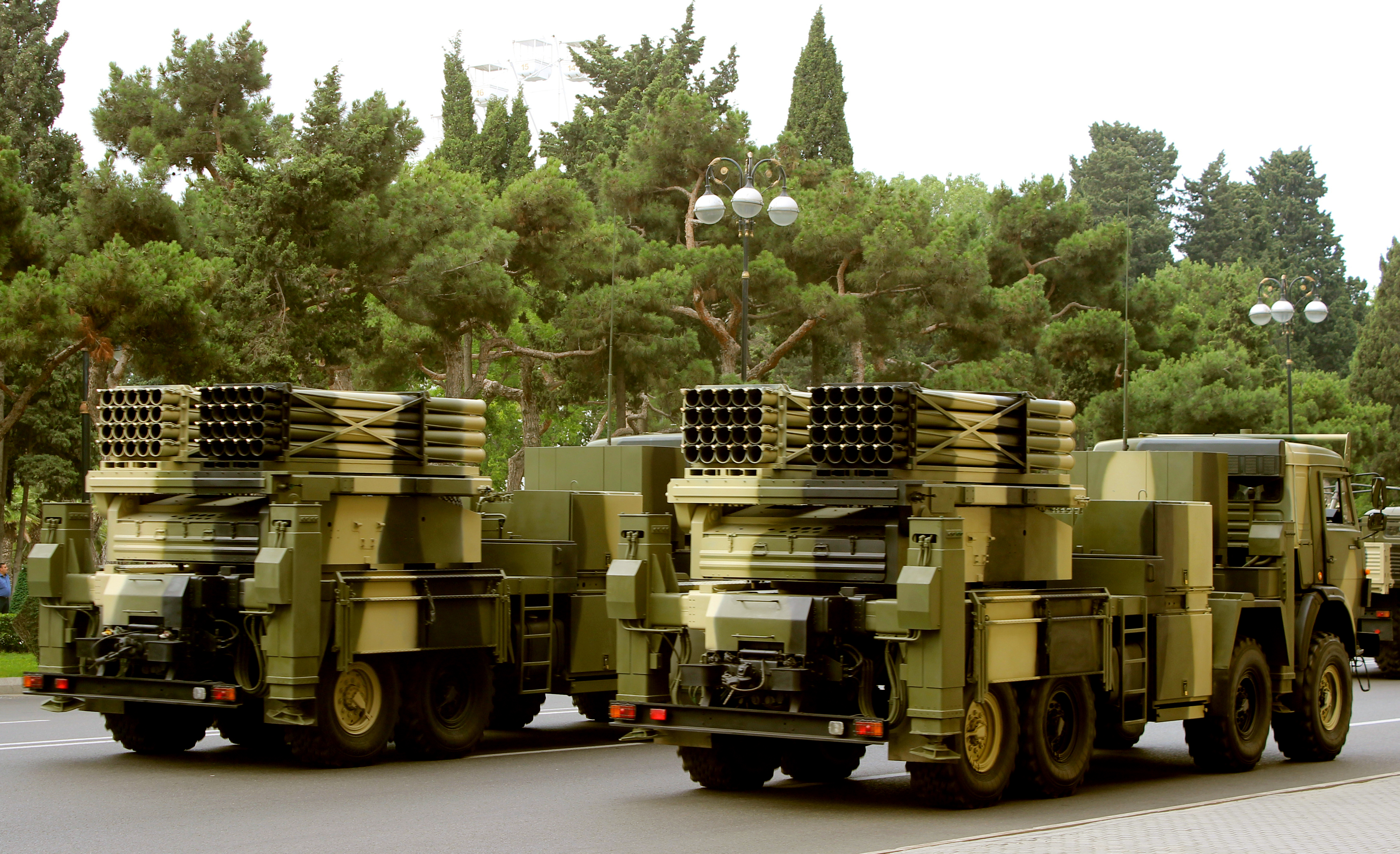
LAR-160 rakétákkal felszerelt sorozatvetők
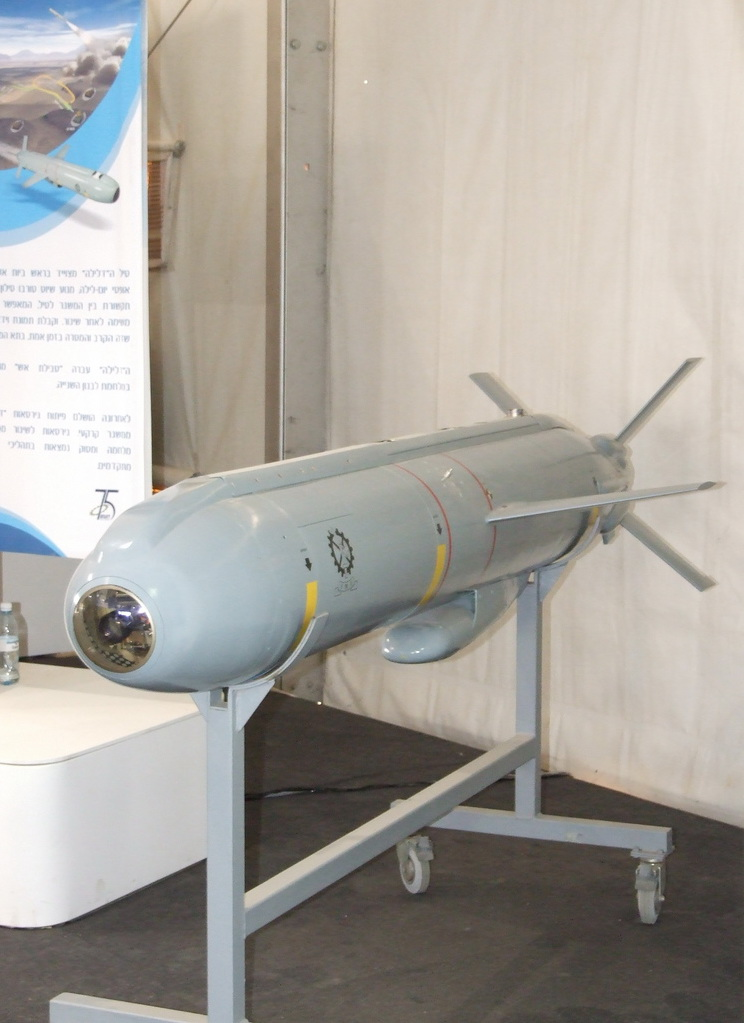
A Delila kis méretű robotrepülőgép is kilőhető PULS-ból
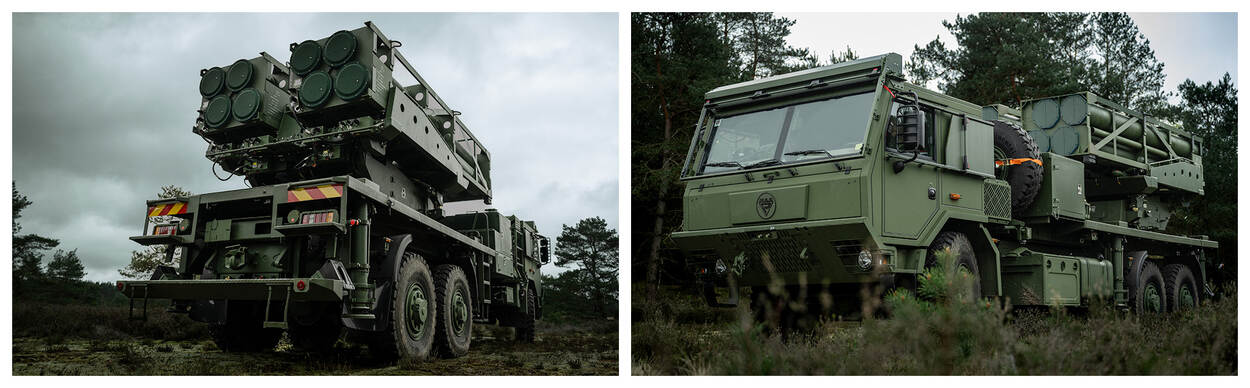
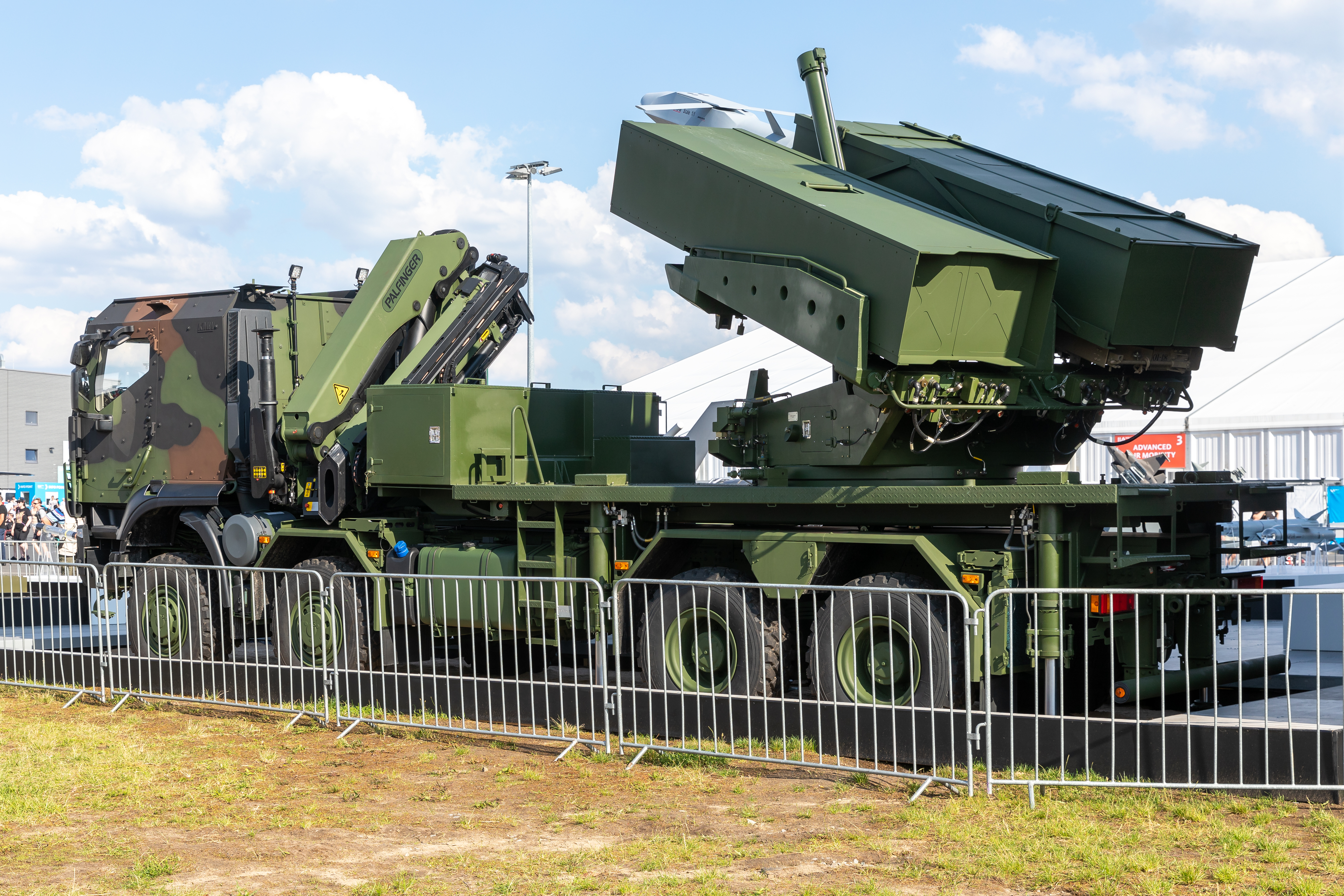
Az EURO-PULS a német KNDS és az ELBIT közös terméke
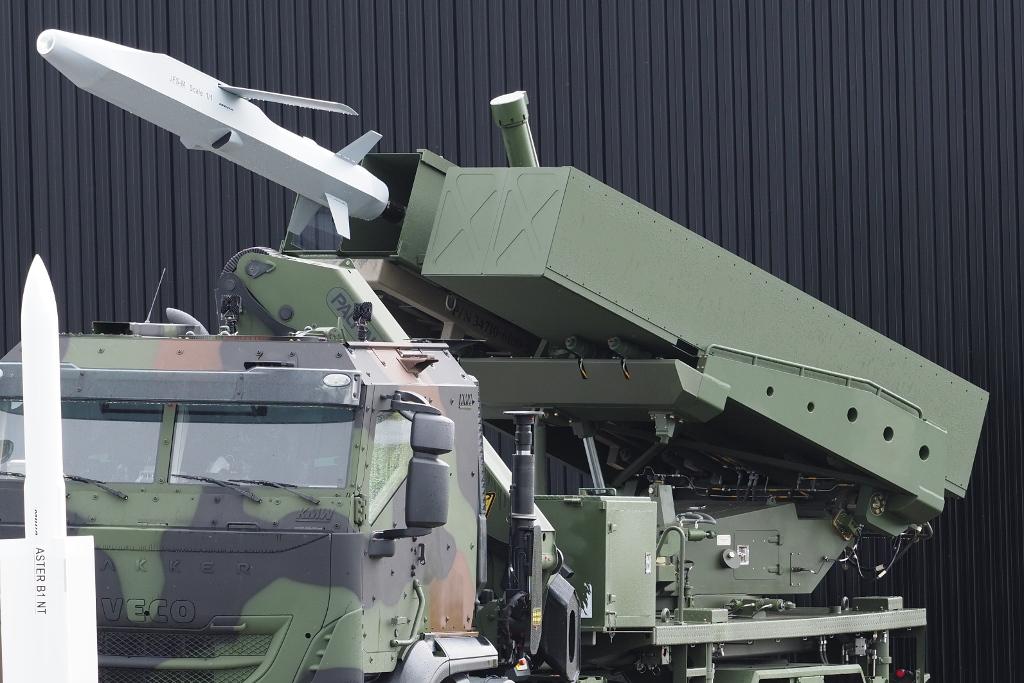
EURO-PULS egy még fejlesztés alatt álló 500 km hatótávú JSF-M robotrepülőgép makettjével

## Összehasonlítás más korszerű tüzérségi rakétákkal
|                              | EXTRA  | M31 GMLRS     | ER GMLRS      | TRG-300     | Predator Hawk | M57 ATACMS    | PrSM          | KHAN        |
| ---------------------------- | ------ | ------------- | ------------- | ----------- | ------------- | ------------- | ------------- | ----------- |
| Indító rendszer              | PULS   | HIMARS / MLRS | HIMARS / MLRS | MBRL        | PULS          | HIMARS / MLRS | HIMARS / MLRS | MBRL        |
| Fejlesztő ország             | Izrael | USA           | USA           | Törökország | Izrael        | USA           | USA           | Törökország |
| Rakéta átmérője              | 306 mm | 227 mm        | 227 mm        | 300 mm      | 370 mm        | 610 mm        | 430 mm        | 610 mm      |
| Rakéták száma konténerenként | 4 db   | 6 db          | 6 db          | 4 db        | 2 db          | 1 db          | 2 db          | 1 db        |
| Max. hatótávolság            | 150 km | 92 km         | 150 km        | 120 km      | 300 km        | 300 km        | 499+ km       | 280 km      |
| Harcirész tömege             | 120 kg | 91 kg         | nincs adat    | 105 kg      | 140 kg        | 230 kg        | 91 kg         | 470 kg      |

## Alkalmazók

### Jelenlegi alkalmazók

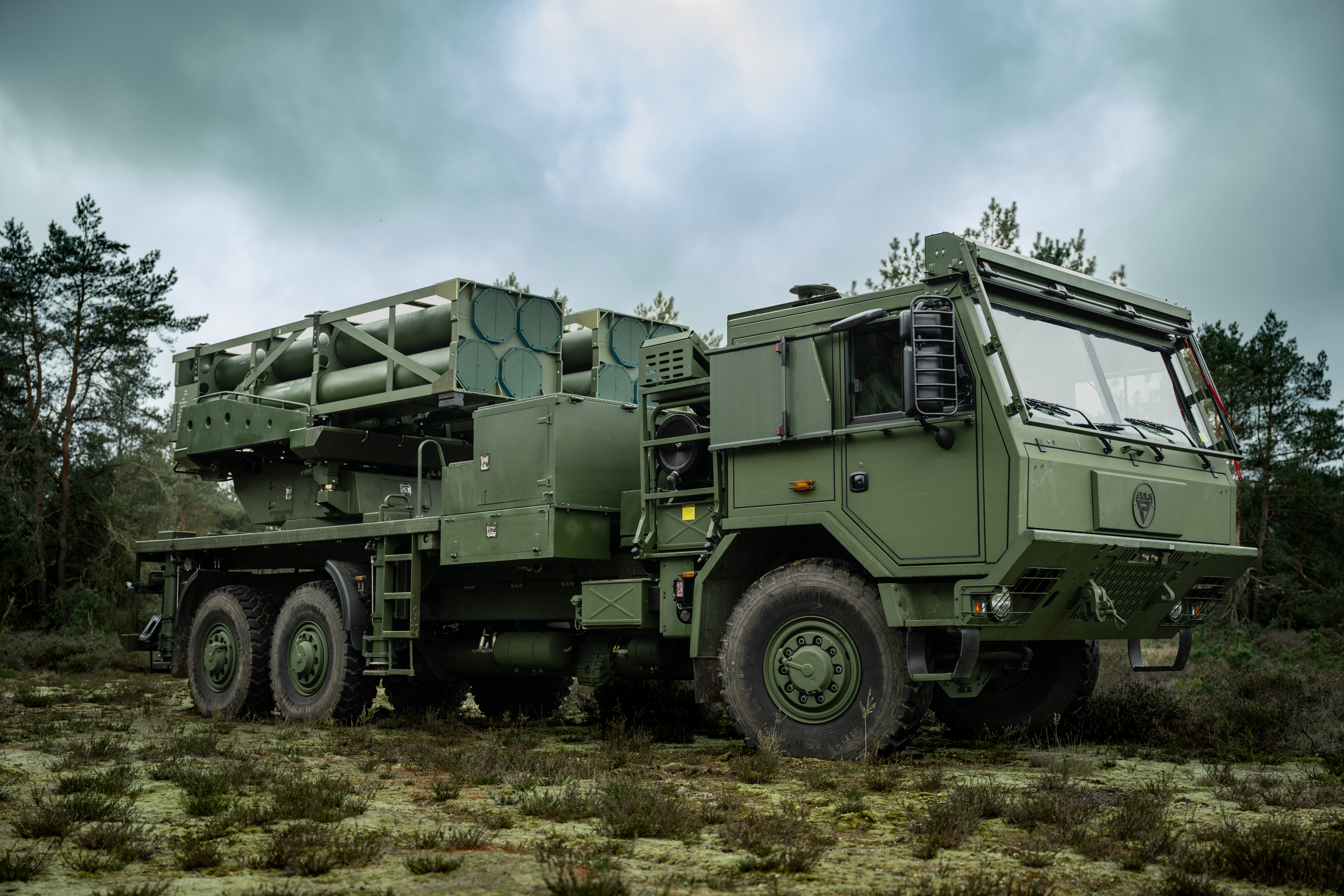
Dán PULS-indító EXTRA rakétakonténerekkel

Izrael - a rendszer Accular 122 rakétáit alkalmazza M270 MLRS indítókból kilőve illetve magát a PULS rendszert is hadrendbe állította 2023-ban Lahav néven  A rendszert HAMÁSZ elleni is bevetették a 2024-es gázai műveletek során.
 Azerbajdzsán - a korábbi, LYNX névre hallgató verziót alkalmazza az Azerbajdzsán hadereje, amelyet az örmények elleni háborúi során is bevetett.
 Marokkó - 2023-ban ismeretlen mennyiségű PULS rendszert vásároltak.
 Dánia - sajtó értesülések szerint a dán kormány 19 ATMOS és 8 PULS tüzérségi rendszer beszerzéséről tárgyalt az ELBIT vállalattal 2023 elején. A szerződés márciusban meg is született: A lövegekért 119 millió USD-t fizet a dán kormány, az sorozatvetőkért pedig 133 milliót. Utóbbi díjban egy jelentősebb rakétacsomag is benne van, ezzel együtt a PULS fajlagos beszerzési költsége: 16,6 millió USD egy indítóra vetítve. A rakétatüzérségi rendszer szállítását az ELBIT 3 év alatt vállalta teljesíteni. Az első két rakétavető már meg is érkezett Dániába 2023 augusztusának elején. 2024 első negyedévében valamennyi indító és rakéta megérkezett a megrendelőhöz.
 Hollandia - a holland kormány a PULS rakétatüzérségi rendszer beszerzéséről döntött 2023 áprilisában. A szerződés értéke 305 millió EUR, ami 20 indítót, egy jelentősebb rakétacsomagot, kiképzést és egyéb rendszerbeállításhoz szükséges eszközöket és szolgáltatásokat is tartalmaz. A szerződést az ELBIT vállalat 5 év alatt teljesíti. A holland kormány jelentősen kedvezőbb ára miatt döntött PULS mellett a HIMARS-sal szemben. Ez utóbbi 20 indítóval és rakétákkal 670 millió dollárba került volna a holland adófizetőknek. Az első rakétavető 2024 februárjában meg is érkezett Hollandiába, így megkezdődhet a kiképzés. A többi jármű 2025 és 2026 folyamán Hollandiában fog elkészülni, ahol a helyi gyártású Scania Gryphus 8x8 teherautókra építik a PULS rakétavetőjét és egyéb rendszereit.

### Jövőbeni alkalmazók
Thaiföld - helyi gyártású nem irányított rakéták és a PULS rakéta konténerei is integrálására kerülnek 6x6-os kerékképletű Tatra teherautó alvázra. Az így létre jövő rendszer D11A néven kerül rendszeresítésre a thai haderőnél.

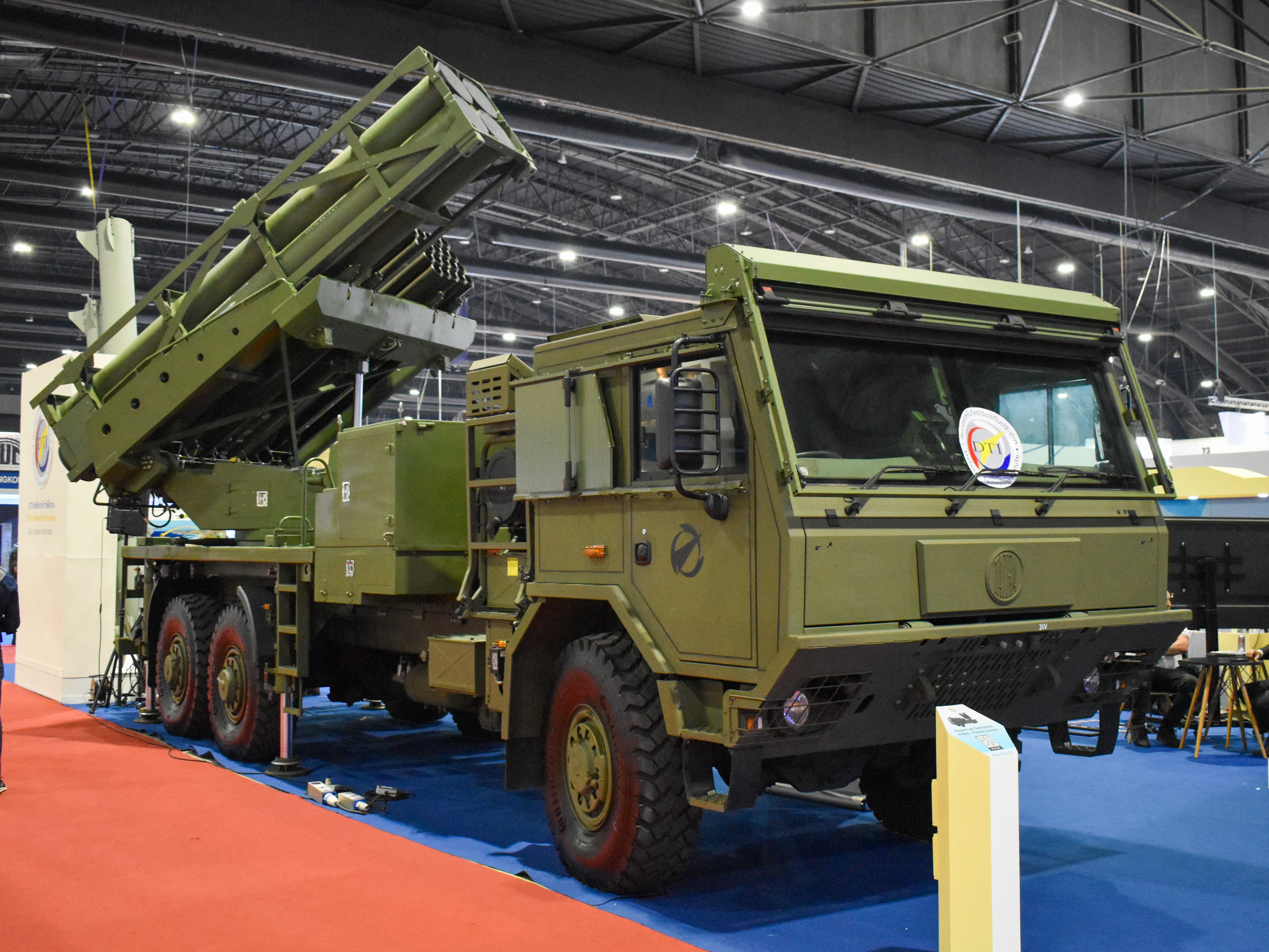
A thaiföldi D11A sorozatvető, amely PULS-on alapul

? - "Ismeretlen nemzetközi megrendelő" PULS indítókat és rakétákat rendelt 150 millió dollár értékben 2023 júliusában. A szerződést az ELBIT három év alatt teljesíti.
? - "Ismeretlen nemzetközi megrendelő" PULS indítókat és rakétákat rendelt 270 millió dollár értékben 2024 augusztusában. A szerződést az ELBIT négy év alatt teljesíti.
? - "Ismeretlen európai megrendelő" PULS indítókat és rakétákat valamint drónokat rendelt 1635 millió dollár értékben 2025 augusztusában. 
 Peru - 60 millió dollár értékben kíván PULS rakétarendszert beszerezni.
 Szerbia - Szerbia PULS indítókat és rakétákat valamint HERMES 900 drónokat rendelt 335 millió dollár értékben 2024 novemberében. A szerződést az ELBIT három és fél év alatt teljesíti.
 Spanyolország - a spanyol Expal és az Escribano vállalatok az Elbittel együttműködésben hozza létre PULS hazai változatát Iveco Astra 6x6-os teherautó alvázra telepítve. 2023 október 10-én döntés született a SILAM néven hazai gyártásban készülő PULS rendszer beszerzéséről a Spanyol Hadsereg számára 576,5 millió Euró értékben. A csomag tartalma:
- 18 indítójármű
- Acccular 122: 16 konténer, 288 rakéta (18 rakéta konténereként)
- EXTRA: 28 konténer, 122 rakéta (4 rakéta konténereként)
- Predator Hawk: 32 konténereként, 64 rakéta (2 rakéta konténereként)
- Gyakorló rakéták: 216 rakéta[30]

 Németország - Első körben 5 PULS rendszer beszerzését tervezik az Ukrajnának átadott MARS II rendszerek pótlására. Későbbiekben további PULS rendszerek beszerzése is várható. A német KMW és az ELBIT együttműködést kötött, amelynek keretében EURO-PULS néven további rakétatípusokat integrálva az európai piacot célozzák meg. 2025 februárjában megszületett az 57 millió dolláros szerződés.

### Lehetséges alkalmazók
Franciaország
 Görögország - sajtó hírek szerint Görögország 38 PULS-sorozatvetőt vásárolna 500 millió EUR értékben.
 Norvégia
 Svédország